# Otto Schmidtgen (Musiker)
Otto Schmidtgen (* 16. April 1911 in Mainz; † 22. April 1964 ebenda) war ein deutscher Musiker, Kapellmeister, Musikdirektor und Professor.

## Leben
Otto Schmidtgen wurde am 16. April 1911 im rheinhessischen Mainz geboren. Seine Eltern waren Otto Schmidtgen, der von 1914 bis 1938 Direktor des Naturhistorischen Museums Mainz war und die Hausfrau Hilde Schmidtgen. Nach seiner Schulzeit besuchte er von 1925 bis 1931 das Mainzer Konservatorium. 1929 erhielt er das Reifezeugnis. Ein Jahr später bestand er die Prüfung als Musiklehrer, 1932 wurde er Dirigent. Seine Dozenten auf der Hochschule waren unter anderem Hans Gál und Hans Rosbaud. Seine Zuneigung zu beiden war nicht nur in pädagogischem Sinne, sondern auch freundschaftlich. Er verließ die Hochschule für Musik Mainz mit zwei Promotionen.
Kurz vor der Machtergreifung der Nationalsozialisten wurde er als musikalischer Assistent 1931 an die Semperoper in Dresden gerufen, wo er bis 1936 arbeitete. Er assistierte hier unter anderem den Dirigenten Fritz Busch und Karl Böhm. 1938 ging er schließlich an das Hessische Staatstheater nach Wiesbaden. Hier war er musikalischer Assistent und Operndirigent. Fünf Jahre später wurde er Musikdirektor des Wiesbadener Sinfonieorchesters und Chors. Seine Aufgabe war die Gestaltung des musikalischen Programms Wiesbadens. Dies umfasste Kammermusik und Musik für Sinfonien, Chöre und zur Stimmungsaufhellung. Seine bevorzugte Musik waren die Bachkantaten und Werke von Peter Cornelius, Wolfgang Amadeus Mozart und Hans Gál. Dieses Schaffen hat ihn national bekannt gemacht. Nach neun Jahren in dieser Tätigkeit betätigte sich Otto Schmidtgen in der Nachkriegszeit an dem Wiederaufbau der Musik und ihrer Infrastruktur in Wiesbaden. Zur Krönung seines Schaffens wurde er habilitiert.
1952 ging Schmidtgen in die Nachbarstadt Mainz und wurde Kapellmeister. Außerdem übernahm er die Leitung der bedeutenden Mainzer Liedertafel. Neun Jahre später ernannte ihn der Mainzer Stadtrat 1961 zum neuen Direktor des Peter-Cornelius-Konservatoriums der Stadt Mainz. Er löste damit Günter Kehr ab. Er bekleidete dieses Amt drei Jahre lang. Am 22. April 1964 starb Schmidtgen überraschend kurz nach seinem 53. Geburtstag in Mainz. Er wurde auf dem Hauptfriedhof Mainz bestattet.